# Hans Christian Markert

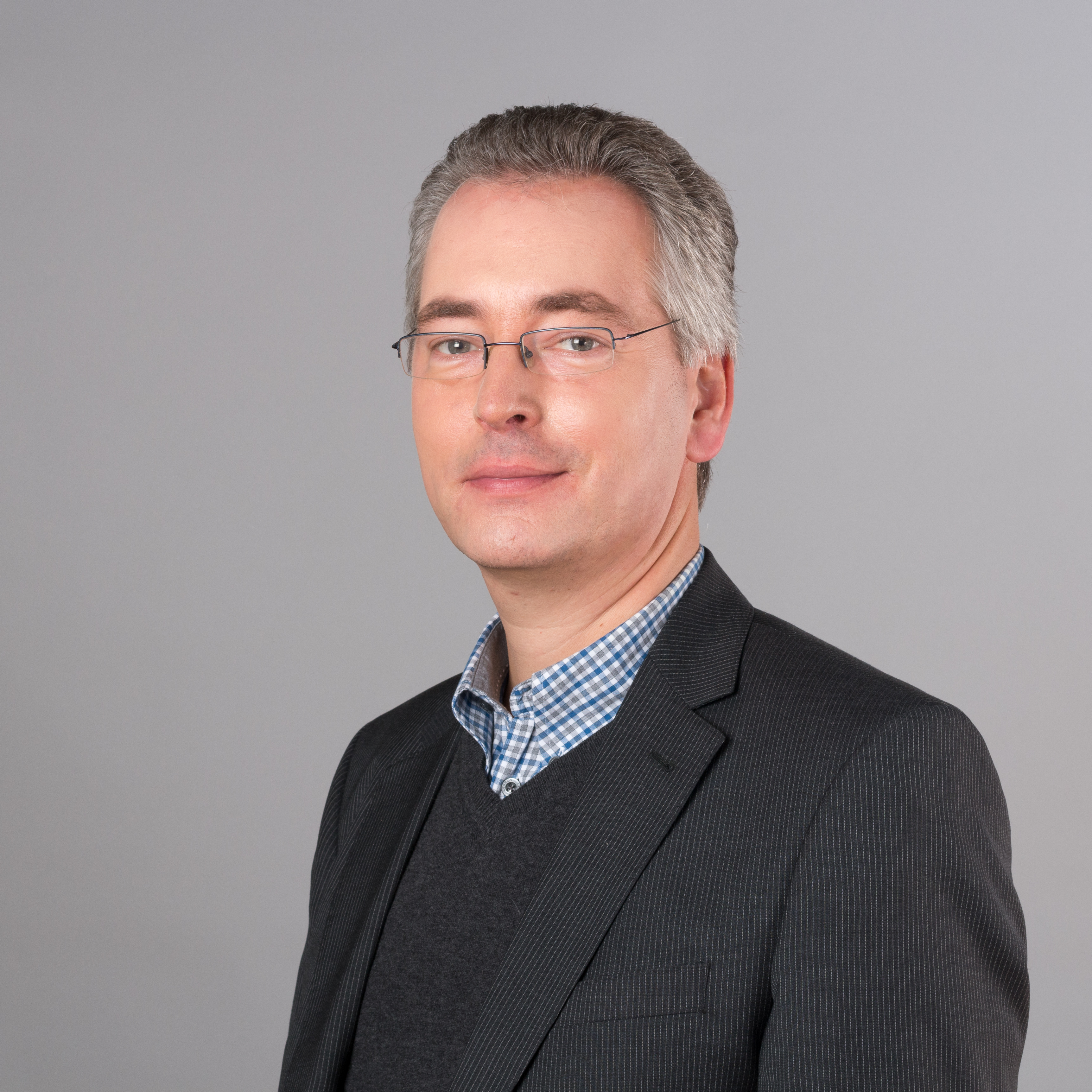
Hans Christian Markert (2013)

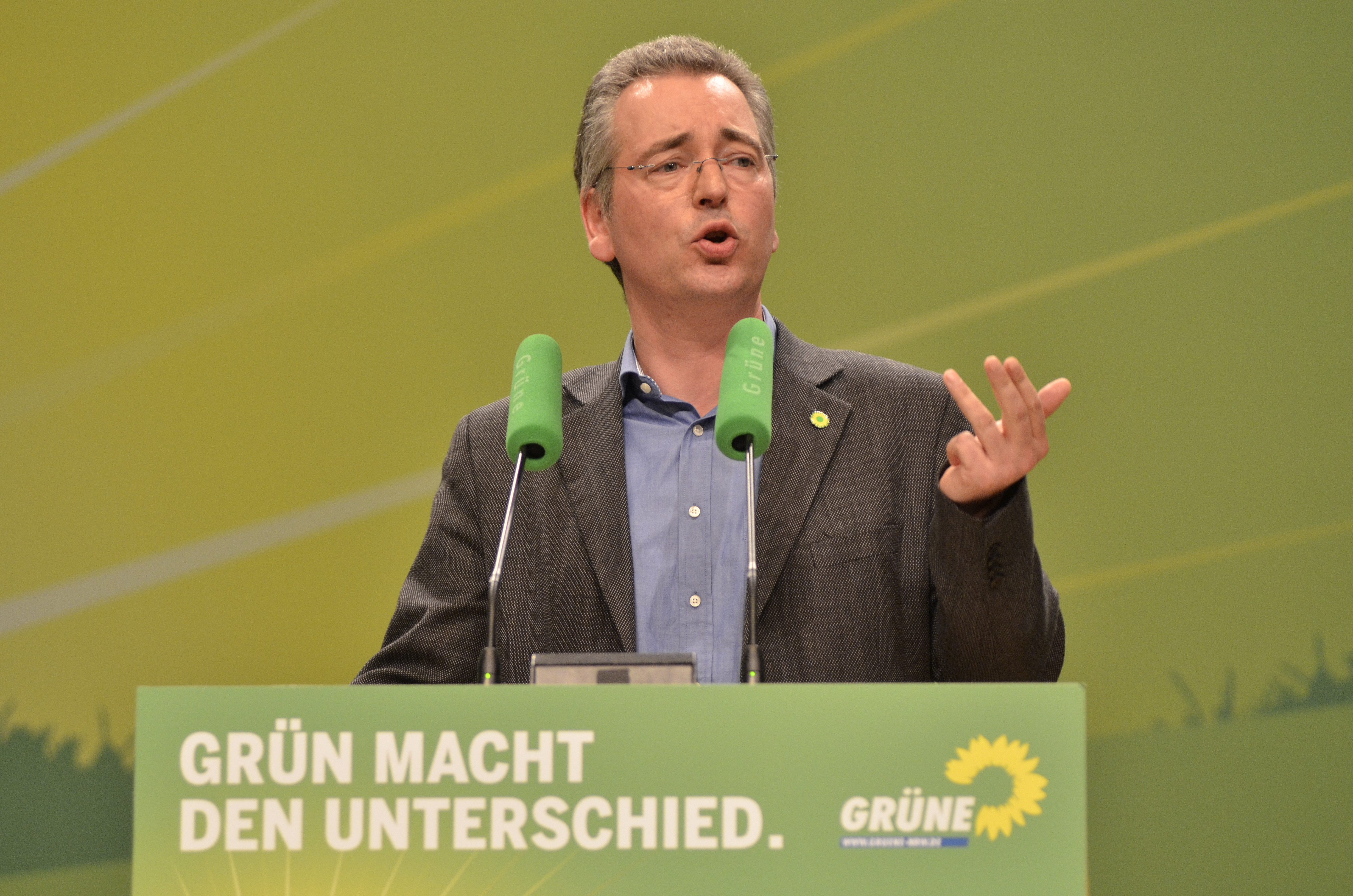
Hans Christian Markert (2012)

Hans Christian Markert (* 1. Oktober 1968 in Bad Oeynhausen) ist ein deutscher Jurist und Politiker. Er wurde bei der Landtagswahl in Nordrhein-Westfalen 2010 über die Landesliste der Grünen zum Abgeordneten des Landtags von Nordrhein-Westfalen gewählt. Als Direktkandidat im Landtagswahlkreis Rhein-Kreis Neuss I holte er 8,6 % der Erststimmen. Im Vergleich zur Landtagswahl 2005 steigerten die Grünen in Neuss ihren Zweitstimmenanteil um 7 % auf 12,1 %. Bei der Landtagswahl am 14. Mai 2017 trat Hans Christian Markert erneut als Direktkandidat im Wahlkreis 45 (Dormagen, Rommerskirchen und Grevenbroich) an. Er wurde jedoch nicht gewählt und konnte auch nicht über die Landesliste erneut in den Landtag einziehen.
Gleichwohl setzt Hans Christian Markert seine politische Arbeit sowohl auf kommunaler Ebene als auch überregional fort. Unter dem Motto „Wasser ist unsere Zukunft“ engagiert er sich als Umweltpolitiker beratend und mit regelmäßigen Vorträgen für den besseren Schutz des Wassers.

## Leben
Markert wuchs im lippischen Lage auf. Er studierte evangelische Theologie und Jura an der Universität Bielefeld. Als Jurist wurde er im Stab von Bärbel Höhn Leiter des Parlamentsreferates im nordrhein-westfälischen Umweltministerium und war dort bis zu seiner Wahl in den Landtag als Leiter des Referates für Nachhaltigkeitsstrategien und Umweltbildung tätig. Nach der Wahlniederlage 2017 und dem Verlust seines Landtagssitzes kehrte Markert zunächst in seine alte Anstellung im Ministerium für Umwelt und Naturschutz, Landwirtschaft und Verbraucherschutz des Landes Nordrhein-Westfalen zurück.
Im Frühjahr 2018 wechselte er in die Zentrale des Bau- und Liegenschaftsbetriebs des Landes Nordrhein-Westfalen (BLB NRW) und ist für das Nachhaltigkeitsmanagement zuständig.
Seit Dezember 2023 leitet Hans Christian Markert dort den Zentralbereich ESG-Consulting (ESG= Environmental and Social Governance). Zum Zentralbereich gehören zwei Fachbereiche und eine Stabsstelle. Die Beratung der Kundinnen und Kunden des BLB umfasst unter anderem eine Wasser- und Abfallstrategie, Energiemanagement und gesundes Raumklima, nachhaltige Mobilität und Fahrradfreundlichkeit sowie die Themen Flächenoptimierung und Social Return. Außerdem ist Markert mit seinem Team für eine Ausbauoffensive zur Ladeinfrastruktur an Landesimmobilien sowie eine Strategie zur zukünftig autarken Stromversorgung durch eigene Windenergieanlagen verantwortlich.
Im Rahmen eines Lehrauftrages an der Beuth Hochschule für Technik in Berlin beschäftigte sich Hans Christian Markert zwischenzeitlich außerdem mit der Nachhaltigkeitsbewertung von Bestandsimmobilien.
Markert ist verheiratet und hat zwei Kinder.

## Politik
Aktiv bei den Grünen ist Markert seit 1984. In den 1990er Jahren war er Mitbegründer der Grünen Jugend, der ersten grünen Hochschulgruppe in Bielefeld und des Bezirksverbandes Ostwestfalen-Lippe von Bündnis 90/Die Grünen. Seit seiner Wahl in den Landtag ist Hans Christian Markert Sprecher seiner Fraktion für Umwelt-, Verbraucherschutz und Atompolitik. Als Umweltpolitiker engagiert er sich v. a. für den Schutz der Ressource Wasser. Von 2013 bis 2015 war er Vorsitzender der von ihm initiierten Enquetekommission des nordrhein-westfälischen Landtags zur „Zukunft der chemischen Industrie in Nordrhein-Westfalen im Hinblick auf nachhaltige Rohstoffbasen, Produkte und Produktionsverfahren“. Unter seiner Leitung legte die Kommission einen 450-Seiten-starken Abschlussbericht mit 58 konkreten Handlungsoptionen vor, der einstimmig im Landtag verabschiedet wurde. Als Mitglied der Kreistages des Rhein-Kreises Neuss ist er zudem umwelt- und energiepolitischer Sprecher der Kreistagsfraktion und seit 2014 auch Vorsitzender des Umwelt- und Planungsausschusses des Rhein-Kreises Neuss. Bis Herbst 2010 war Markert mehrere Jahre einer der beiden Sprecher der LAG Energie der Grünen NRW.
Markert stellte sich am 13. September 2015 zur Wahl als Landrat des Rhein-Kreises Neuss in Nordrhein-Westfalen, unterlag dabei aber dem Amtsinhaber Hans-Jürgen Petrauschke (CDU). Er wurde dabei als sogenannter „Bürger-Landrat“ von einem Fünferbündnis bestehend aus SPD, Bündnis 90/Die Grünen, Die Linke, Piraten und Die Aktive aufgestellt.
Im September 2021 wählte der Rat der Stadt Neuss Hans Christian Markert zu einem der beiden gleichberechtigten Vorsitzenden des Klimabeirates der Stadt Neuss.

## Schriften

### Autor
- Deutscher Atommüll für die russische Vorhölle (Memento vom 7. November 2010 im Internet Archive) In: Financial Times Deutschland 6. November 2010.
- Schleichendes Gift In: Frankfurter Rundschau. 9. Juni 2011.
- Grüne Chemie ist kein Luftschloss In: Frankfurter Rundschau. 31. Mai 2015.
- Mit Altersgrundeinkommen gegen Armut In: Frankfurter Rundschau. 12. April 2016.